# Acacia flagellaris
Acacia flagellaris é uma espécie de legume da família das Fabaceae.
Apenas pode ser encontrada na Somália.